# Dilber Koçarslanlı
 (novembre 2023).
Si vous disposez d'ouvrages ou d'articles de référence ou si vous connaissez des sites web de qualité traitant du thème abordé ici, merci de compléter l'article en donnant les références utiles à sa vérifiabilité et en les liant à la section « Notes et références ».

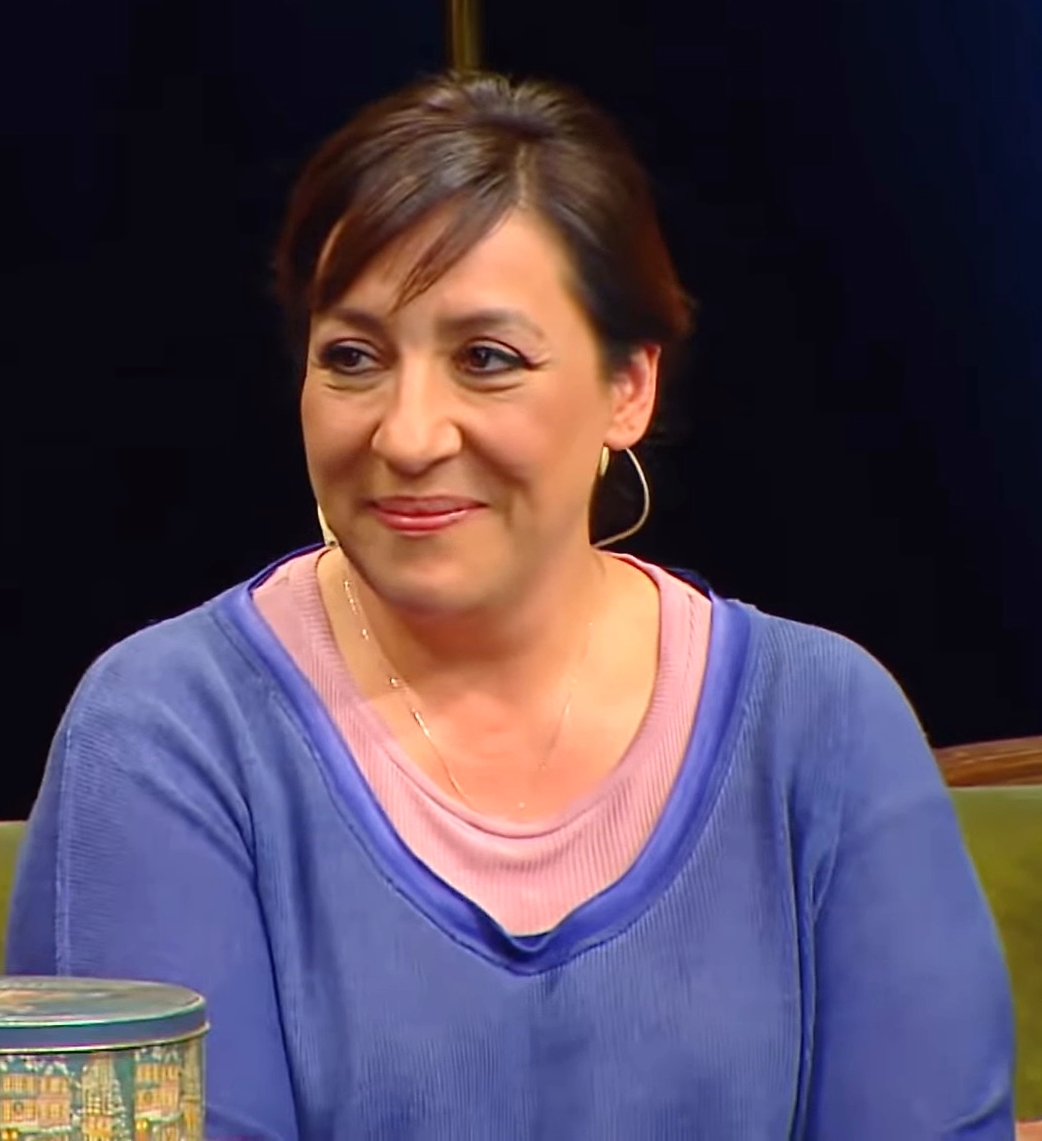
Binnur Kaya, interprète du personnage de Dilber Koçarslanlı (photo de 2018).

Dilber Koçarslanlı, également connu sous le nom Dilber Hala, est un personnage de fiction de la série télévisée turque Avrupa Yakası, diffusée sur la chaîne de télévision ATV de 2004 à 2009. Imaginé par la scénariste de la série Gülse Birsel et interprété par l'actrice turque Binnur Kaya (en), le personnage apparait au cours de la sixième saison (2008-2009).